# Gu Li
Gu Li (古力 ; pinyin : Gǔ Lì), né le 3 février 1982, est un joueur de go professionnel.

## Biographie
Gu Li est actuellement l'un des meilleurs joueurs de go en Chine, et il est également considéré comme l'un des meilleurs joueurs mondiaux. Il est devenu professionnel en 1994, à l'âge de 12 ans. Il a déjà gagné de nombreux titres, dont tous les principaux titres chinois, à l'exception de la Coupe Chang Qi. Il a également remporté la dixième Coupe LG en 2006, devenant ainsi le plus jeune joueur chinois à avoir remporté un titre international majeur. Gu Li est connu pour avoir un style combatif comparable à l'agressivité des amateurs ; selon Fan Hui, cela lui vaut le surnom de « meilleur amateur de Chine ». En 2014, il a disputé un jubango (un match en 10 parties) contre Lee Sedol. Il perd 2 a 6 (les deux dernières parties ne sont pas jouées).

## Titres
| Title                        | Years Held             |
| ---------------------------- | ---------------------- |
| Titres nationaux             | 29                     |
| Mingren                      | 2004-2009              |
| Tianyuan                     | 2003-2008              |
| Coupe NEC (Chine)            | 2004, 2006, 2008, 2009 |
| Coupe Ahan Tongshan          | 2003, 2005, 2008, 2012 |
| Coupe Liguang                | 2002                   |
| Coupe CCTV                   | 2004                   |
| Xinan Wang                   | 2003                   |
| Xinren Wang                  | 2001, 2005             |
| National Sports Mass Meeting | 2002, 2010             |
| Coupe Chang-Ki               | 2007, 2011             |
| Titres internationaux        | 16                     |
| Tengen Chine-Corée           | 2003-2005, 2007        |
| China-Korea New Pro Wang     | 2001, 2005             |
| Coupe Agon Chine-Japon       | 2003, 2005, 2008       |
| Coupe LG                     | 2006, 2009             |
| Coupe Chunlan                | 2007, 2015             |
| Coupe Fujitsu                | 2008                   |
| Coupe BC card                | 2009                   |
| Coupe Samsung                | 2010                   |
| Meijin Japon Chine Corée     | 2010                   |
| Total                        | 45                     |